# Табула Раса (гурт)
Та́була Ра́са — український музичний гурт, заснований 1989 року. Протягом більш ніж двадцятип'ятирічної музичної кар'єри, незмінними учасниками гурту лишаються: Олег Лапоногов (вокал, гітара, аранжування) та Едуард Коссе (ударні). Пік популярності колективу припав на другу половину 90-х років — тоді вони стали одним з перших музичних гуртів в Україні, який мав можливість знімати кліпи, їздити з гастролями по країні, а також укладати офіційні контракти зі спонсорами. 1998 року гурт вирішив узяти творчу відпустку, яка розтягнулась на п'ять років.

## Історія

### Перший склад (1989—1994)
Влітку 1989 року музиканти артрокової групи «Абрис» Олександр Іванов (гітара), Едуард Коссе (барабани), Сергій Гримальський (клавішні) та Ігор Давідянц (бас) вивісили в Київському театральному інституті ім. Карпенка-Карого оголошення про пошук вокаліста. На нього відгукнувся Олег Лапоногов, тоді студент випускного курсу цього інституту, який і зовнішністю і вокальною манерою був дуже схожий на Стінга часів «The Police». Коли стало зрозуміло, що Олег Лапоногов домінує своїми піснями й стилем музики, музиканти вирішили змінити назву, яку придумав Олександр Євтушенко. Так, у  1989 році виникла «Табула Раса» («чиста дошка» з латини) — група, яка почала грати синтетичний інді-рок з елементами нью-джазу, етнічного ф'южна, гітарної хвилі та ще багато чого. В цьому ж році група дебютувала, виступаючи у кінотеатрі "Зоряний", де відбувалася мультимедійна виставка авангардних художників об’єднання  Біла ворона. Водночас  на цій події також заявили про себе  « Er. J. Orchestra » і «Перон», про що згадували художники .«Табула Раса» виступала в січні 1990 року на фестивалі «Ялинки-Палиці-90», потім був фестиваль у Польщі «Дикі поля». А на фестивалі «Бджола-90» у Кам'янському (тоді місто називалося Дніпродзержинськ) група була офіційно визнана відкриттям фестивалю.
26 вересня 1990 провідний звукорежисер БЗЗ Олег Ступка, який на деякий час став їхнім етапним продюсером, зафіксував перший альбом групи — «8 рун». Попри те, що в цей період особливий успіх мали виконавці з яскраво вираженими національними мотивами («Брати Гадюкіни» і Сестричка Віка, «Кому Вниз» та інші), групу «Табула Раса» радо приймають на Заході України, свідченням чого служить успішний виступ в рамках фестивалю «Вивих». Влітку 1991 року «Табула Раса» стала другою в жанрі рок-музики на фестивалі «Червона Рута» в Запоріжжі. Восени 1993 виходить записаний в БЗЗ другий альбом групи — «Подорож в Паленке». Перший національний канал знімає і показує в ефірі телеверсію цього концерту.
Влітку 1994 року, вже в студії звукозапису «Комора», «Табула Раса» записує свій черговий альбом «Side by Sun» (або українською «Стороною до Сонця»). До цього моменту в групі назріває необхідність у зміні музикантів: Сергій Гримальський вирішив робити кар'єру композитора. Через творчі розбіжності групу залишає Ігор Давідянц. Згодом з групи йде й Олександр Іванов. «Табула Раса» фактично перетворюється на сольний проєкт Лапоногова, який тепер ще й грає на гітарі, на бас-гітарі тоді грав звукорежисер студії «Комора» Олег Барабаш (колишній учасник гуртів «Цікава патологія», «Ер. Джаз»). Беззмінним барабанником залишається Едуард Коссе.
У 1994 році в студії «Артима» дописується доповнення до альбому й виходить черговий тираж концерту на аудіокасети під назвою Радіодонор. Наприкінці 1995 року в «Табула Расі» з'являється ексцентричний басист Олександр Кіктєв (був сесійним музикантом в московських командах «Игра» та «Мастер»), потім клавішник Сергій Міщенко.

### Другий склад (1995—1998)
Продюсуванням групи зайнявся Віталій Климов. Це рішення виникло після поїздки групи в Естонію на фестиваль «Rock Summer», куди В. Климов раніше відправив фонограми декількох українських команд й організаторами фестивалю була обрана «Табула Раса». У цей період очевидним стає зміна репертуарної політики групи: нові пісні стали значно мелодійніше, а тексти — російськомовними. «Шейк Шей-шей» — заголовна пісня нового альбому — у потужній ротації в ефірі провідних радіостанцій, а з появою кліпу й у телеефірі. Пісня займає загальне четверте місце за підсумками року в Параді «Хіт-парад».
Також був знятий кліп на пісню «Любимая машина» — наприкінці 1995 року він перемагає в відео-хіт-параді «Територія А».
У лютому 1997 року був завершений запис альбому «Казка про травень». З 20 листопада по 17 грудня 1997 року з успіхом пройшов всеукраїнський тур «Табула Раси». Оскільки в опитуванні експертів премії «Золота жар-птиця» група потрапила відразу у дві номінації, це дало можливість журі, об'єднавши результати, оголосити «Табула Расу» найкращою попгрупою України. Восени, в національному музичному рейтингу «Профі», група посіла другі місця теж відразу у двох категоріях — поп- і рок-виконавців. Влітку 1998-го музиканти розпочали роботу над черговим альбомом «Бетельгейзе». У записі альбому, до якого увійшло 11 пісень, брали участь також музиканти Олександра Пономарьова і «Братів Карамазових» — подібний «обмін кадрами» практикується досить часто. Трохи пізніше режисер Семен Горовий зняв кліп на заголовну пісню з цього альбому «Рандеву на Бетельгейзе».

### Пауза (1998–2003)
Восени 1998, учасники гурту вирішили зробити перерву і піти у відпустку. Вони припинили з'являтись у пресі та телебаченні та давати концерти. Для їхніх шанувальників ця зміна відбулася дуже несподівано. Пікантності додавало те, що члени колективу не робили жодних пресконференцій або офіційних повідомлень щодо свого зникнення. Цим підсиленням уваги навколо гурту скористалася жовта преса, яка публікувала різні нісенітниці стосовно долі Лапоногова та інших.
П'ять років українські ЗМІ могли тільки губитися у здогадах і робити найнеймовірніші припущення, адже про справжнє місце перебування Олега не знав ніхто, навіть колеги по групі. Сам же він пояснює свій вчинок звичайною людською втомою. Він поїхав до батьків у Суми. Їздив по селах на велосипеді, допомагав людям з господарством. Також 4 місяці жив при церкві та співав у церковному хорі.

### Третій склад (2003–2007)
У вересні 2003 року компанія «Арктика» випустила збірку «Табула Раса. Рок Легенди України», до якого увійшли 10 пісень з попередніх альбомів.
21 вересня 2003 був презентований кліп на пісню «Апрель». По суті, цей день можна вважати днем повернення групи.
12 лютого 2005 був знятий кліп на пісню «Восток», режисером якого став Алан Бадоєв. 25 квітня 2005 було презентовано новий альбом гурту — «Цветочные календари», а трохи раніше — офіційний сайт.
Компанія Ukrainian Records, ліцензіат Universal Music B.V. на території України, випустила альбом «Цветочные календари», а також радіосингли «Восток» і «Апрель», які довгий час займали передові позиції в чартах радіостанцій і музичних телеканалів. Пісня «По дороге на моря» визнана «Піснею року» телеканалу Інтер. Група одержала премію «Арт-Бренд року» і номінована на премію «Найкраща рок-група» асоціації ShowBiz.

### Сучасні дні
29 вересня 2007 року режисер Катерина Царик разом з групою зняла кліп на пісню «22» в Києві. Кліп став окремком збірки найкращих пісень групи Табула Раса — «Музыка народов птиц», який був презентований 29 листопада 2007 року.
10 червня 2008 року «Табула Раса» зняла кліп на пісню «Ты меня волнуешь». Режисерами кліпу виступили відомі кліпмейкери Олександр Хімчук і Володимир Якименко. Знімання кліпу проходило у трьох місцях — на набережній Дніпра, на Майдані Незалежності та на оболонських Липках.
Восени 2010 року «Табула Раса» зняла кліп на пісню «Индеец Парагвая». Режисер: Костянтин Салюк. Монтаж: Віктор Придувалов.
Новий сингл гурту «Полинезийская Зима» записаний спільно з Антитілами сягнув 4-ї позиції в українському рок-чарті.
9 квітня 2014 року було презентовано новий альбом гурту — «Рисунки на этаже», до якого увійшли 11 пісень (Intro та Outro, плюс 9 композицій, серед яких 5 раніше виданих синглів та нові Карадаг, Осень, Летний дождь, Ландыши).

## Альбоми
- 1990 — «8 рун»
- 1993 — «Side by Sun» (Стороною до сонця)
- 1993 — «Подорож до Паленке»
- 1994 — «Radiodonor»
- 1997 — «Сказка про май»
- 1998 — «Бетельгейзе»
- 2003 — «Табула Раса. Рок-легенди України» (компіляція)
- 2005 — «Цветочные календари»
- 2007 — «Музыка народов птиц» (компіляція)
- 2014 — «Рисунки на этаже»
- 2017 — «Июль»

## Відеографія
- 2017 — «Письма к звёздам»
- 2016 — «Время как песок»
- 2015 — «Осень»
- 2012 — «Полинезийская Зима» (разом з гуртом Антитіла)
- 2011 — «Рисунки на этаже»
- 2011 — «По дороге на моря»
- 2010 — «Индеец Парагвая»
- 2008 — «Ты меня волнуешь»
- 2007 — «22»
- 2005 — «Восток»
- 2003 — «Апрель»
- 2003 — «Утренний белый луч»
- 1998 — «Рандеву на Бетельгейзе»
- 1997 — «Я сошёл с ума»
- 1997 — «Любимая машина (рос.)»
- 1996 — «Шейк Шей Шей»
- 1994 — «Любимая машина (риб.)»